# فرانسيسكو دي باولا من إسبانيا
إنفانتي فرانسيسكو دي باولا الإسباني (بالإسبانية: Francisco de Paula de Borbón y Borbón)‏ دوق قادس ( 10 مارس 1794- 13 أغسطس 1865)؛ هو ابن كارلوس الرابع ملك إسبانيا وماريا لويزا من بارما، والشقيق الأصغر لفرناندو السابع ملك إسبانيا، وكذلك هو عم وحمو إيزابيلا الثانية ملكة إسبانيا.
قد خرج عن مسار تعليمه في البلاط الاسبانية بعد دخول نابليون في إسبانيا، رحل الإنفانتي عن إسبانيا عندما كان في العمر أربعة عشر عاماً إلى المنفى مع مايو 1808 أثر الانتفاضة الشعبية التي قمعت بعنف من قبل القوات الفرنسية، وعلى مدى السنوات العشر المقبلة عاش إنفانتي فرانسيسكو دي باولا في المنفى مع والديه، أول مرة في مرسيليا وبعد ذلك في روما.
عاد إنفانتي فرانسيسكو دي باولا إلى إسبانيا عام 1818 عندما أصبح شقيقها الأكبر فرناندو السابع ملكاً، سرعان ما اعطوه امتيازات وألقاب شرف له، كان فرانسيسكو أيضا مغني الهواة ورسام، في عام 1819 تزوج من الأميرة لويزا كارلوتا من نابولي وصقلية الابنة الكبرى لشقيقته الأكبر سناً ماريا إيزابيلا كان لزوجان أحد عشر ابناً بحيث كانا نشيطي للغاية في الشؤون السياسية، وكان لها دور فعال في تأمين الخلافة بزواج ابنها من الملكة إيزابيلا الثانية لاحقاً.
خلال وصاية على الملكة إيزابيلا الثانية تم استبعاد فرانسيسكو من بلاط من قبل ابنة حماه الملكة ماريا كريستينا لوقوفه ضد الليبراليين، وأصبح فرانسيسكو دي باولا وزوجته ناشطون في المعارضة وأجبروا على الانتقال نحو فرنسا في 1838 ولكنهم عادوا إلى إسبانيا في ظل حكومة التي خلفت ماريا كريستينا الوصي الجديد بالدوميرو إسبارتيرو ومع ذلك تآمروا أيضا ضده وأُعيدوا مرة أُخرى إلى المنفى، ولكن مع الإعلان الرشد لملكة إيزابيلا الثانية سمحت لهم بالعودة، إنفانتي وزوجته ركزوا هذه المرة آمالهم على الزواج ابنهما البكر إنفانتي فرانسيسكو دي أسيس من الملكة إيزابيلا الثانية، توفيت لويزا كارلوتا في عام 1844، ولكن تحت ضغوط الدبلوماسية الفرنسية أصبحوا متزوجون في أكتوبر 1846، وبهكذا أصبح حمو لابنة شقيقه، احتل إنفانتي فرانسيسكو دي باولا مكانة بارزة في البلاط خلال عهد إيزابيلا الثانية كـ ملكة، وكما أنه حاول التدخل في السياسة مرة أخرى، مما أدى إلى نفيه لفترة وجيزة في عام 1849، وفي 1852 مع موافقة الملكة ترك السياسة وتزوج مرة أخرى إلى أن توفي بعد اثني عشر عاماً من ذلك.